# Iryna Merkušina
Iryna Volodymyrivna Korčakina, coniugata Merkušina (in ucraino Ірина Володимирівна Корчакіна-Меркушіна?; Samara, 8 marzo 1968), è un'ex biatleta ucraina.

## Biografia
In Coppa del Mondo ottenne il primo risultato di rilievo il 6 marzo 1993 a Lillehammer (44ª) e il primo podio il 12 gennaio 1997 a Ruhpolding (3ª).
In carriera prese parte a un'edizione dei Giochi olimpici invernali, Nagano 1998 (49ª nella sprint), e a quattro dei Campionati mondiali, vincendo una medaglia.

## Palmarès

### Mondiali
- 1 medaglia:
  - 1 argento (staffetta[2] a Chanty-Mansijsk 2003)

### Coppa del Mondo
- Miglior piazzamento in classifica generale: 50ª nel 2000
- 3 podi (tutti a squadre[1]), oltre a quello ottenuto in sede iridata e valido anche ai fini della Coppa del Mondo:
  - 3 terzi posti